# Escuela jardín botánico del municipio de Hanóver
La Escuela jardín botánico del municipio de Hanóver en alemán : Botanischer Schulgarten Burg Schulbiologiezentrum es un jardín botánico e invernaderos de unas 7.5 hectáreas de extensión, que se encuentra en uno de los barrios de Hanóver en Alemania. 
Está administrado por la organización "Schulbiologiezentrum Hannover" con fondos de la municipalidad de Hanóver.
El código de identificación internacional del Botanischer Schulgarten Burg Schulbiologiezentrum como miembro del "Botanic Gardens Conservation International" (BGCI), así como las siglas de su herbario es BSBH.

## Localización
Botanischer Schulgarten Burg Schulbiologiezentrum Vinnhorster Weg 2, D-30419 Hannover-Hanóver, Niedersachsen-Baja Sajonia, Deutschland-Alemania. 
Planos y vistas satelitales.52°23′55″N 9°41′35″E / 52.39861, 9.69306
El jardín botánico está abierto los días laborables de la semana.

## Historia
El jardín fue creado en 1927 para proporcionar experiencia y prácticas de botánica a los estudiantes. 
A partir de 1974 se convirtió en sede de la "Schulbiologiezentrum Hannover", que también mantiene las escuelas en otros tres lugares ("Freiluftschule Burg", "Zooschule Hannover", "Botanischer Schulgarten Linden").

## Colecciones
Sus terrenos contienen una gama de hábitat en los que los estudiantes puedan entender temas científicos y medioambientales. Incluyendo:
- Lagunas,
- Aliseda
- Abedular,
- Arboleda de caducos,
- Bosque
- Prado ,

También contiene jardines temáticos de la siguiente manera: 
- Genética y evolución,
- Hierbas,
- Verduras,
- Frutas,
- Plantas aromáticas,
- Jardín geográfico,
- El sol y la energía,
- Pequeños experimentos orgánicos,
- Insectos.
- Invernadero tropical de 200 m² que cultiva plantas de selva.
- Vivero permanente del jardín de 1300 m² que cultiva las plantas para los jardines de la escuela,

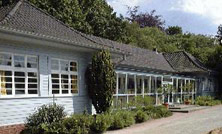
Sede de la "Schulbiologiezentrum Hannover" en el jardín botánico municipal (Vieja escuela).
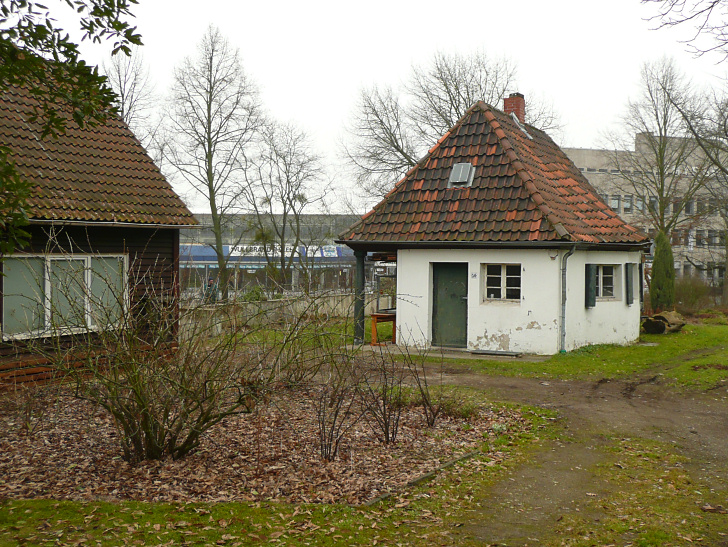
En el "Botanischer Schulgarten Linden" (Hannover).